# Néstor Ganduglia
Néstor Genario Ganduglia Otamendi (Montevideo, 19 de enero de 1959 - Montevideo, 4 de abril de 2025) fue un psicólogo, profesor, autor y narrador uruguayo. Era conocido por sus apariciones en el programa de televisión Voces anónimas.

## Biografía
Estudió psicología en la Universidad de la República, con máster en Educación Popular, investigando en temas de culturas populares de Latinoamérica. Fue profesor de Lenguaje y Estética del Sonido en Facultad de Información y Comunicación de la Universidad de la República. Ha participado como narrador en el programa televisivo uruguayo Voces anónimas en Canal 12, desde el 2006 hasta 2015.
Consultor de UNESCO sobre cultura y desarrollo. Es también autor de varios libros y audiolibros, que recolectan relatos y tradiciones orales. Su libro Historias de Montevideo mágico, lleva más de 5 ediciones publicadas.

## Libros
- 2008, Historias de Montevideo mágico (ISBN 9789974643567)
- 2010, País de magias escondidas. Tomo 1 (ISBN 9789974685468)
- 2011, País de magias escondidas. Tomo 2 (ISBN 9789974685888)
- 2014, Historias mágicas del Uruguay interior. (ISBN 9789974643567)
- 2016, Que las hay, las hay.[6]
- 2022, Historias bajo la Historia

### Audiolibros
- Historias de Montevideo mágico (CD I y II).
- Historias de la manta mágica.
- Historias mágicas de la Tierra del Cóndor (CD I y II) puntos 2011